# Edith Cross
Pour les articles homonymes, voir Cross.
Edith Cross (épouse Jensen) est une joueuse  de tennis américaine de l'entre-deux-guerres.
En 1930, associée à Wilmer Allison, elle a gagné en double mixte aux Internationaux des États-Unis. 
Elle a aussi été finaliste à quatre reprises en double dames dans les épreuves du Grand Chelem (dont une à Wimbledon), sans toutefois parvenir à s'imposer. 
En simple, elle a notamment remporté le tournoi du Canada en 1931.

## Palmarès (partiel)

### Titres en simple dames
| No | Date       | Nom et lieu du tournoi                | Catégorie | Surface      | Finaliste          | Score         |          |
| -- | ---------- | ------------------------------------- | --------- | ------------ | ------------------ | ------------- | -------- |
| 1  | 25/06/1928 | Pacific Coast Championships, Berkeley |           | Terre (ext.) | Anna McCune Harper | 8-6, 6-2      |          |
| 2  | 1931       | Canadian Championships, Vancouver     |           | Gazon (ext.) | Marjorie Leeming   | 6-2, 6-2      |          |
| 3  | 26/09/1931 | Pacific Coast Championships, Berkeley |           | Terre (ext.) | Dorothy Weisel     | 6-4, 2-6, 7-5 | Parcours |

### Titres en double dames
| No | Date       | Nom et lieu du tournoi                    | Catégorie | Surface      | Partenaire         | Finalistes                        | Score         |          |
| -- | ---------- | ----------------------------------------- | --------- | ------------ | ------------------ | --------------------------------- | ------------- | -------- |
| 1  | 1927       | Canadian Championships                    |           | NC           | Caroline Swartz    | NC                                | NC            |          |
| 2  | 30/09/1930 | Pacific Coast Championships Berkeley      |           | Terre (ext.) | Anna McCune Harper | Marjorie Gladman Marjorie Morrill | 4-6, 6-3, 6-2 | Parcours |
| 3  | 1931       | Canadian Championships Vancouver          |           | Gazon (ext.) | D. Perow           | NC                                | NC            |          |
| 4  | 26/09/1931 | Pacific Coast Championships Berkeley      |           | Terre (ext.) | Anna McCune Harper | Alice Marble Dorothy Weisel       | 6-4, 6-4      | Parcours |
| 5  | 24/09/1932 | Pacific Coast Championships San Francisco |           | Terre (ext.) | Anna McCune Harper | Golda Gross Alice Marble          | 6-2, 6-2      | Parcours |
| 6  | 1936       | Canadian Championships Vancouver          |           | Gazon (ext.) | Jean Milne         | NC                                | NC            |          |

### Finales en double dames
| No | Date       | Nom et lieu du tournoi                 | Catégorie | Surface      | Vainqueures                 | Partenaire         | Score         |          |
| -- | ---------- | -------------------------------------- | --------- | ------------ | --------------------------- | ------------------ | ------------- | -------- |
| 1  | 20/08/1928 | US National Championships Forest Hills | G. Chelem | Gazon (ext.) | Hazel Hotchkiss Helen Wills | Anna McCune Harper | 6-2, 6-2      | Parcours |
| 2  | 23/06/1930 | The Championships Wimbledon            | G. Chelem | Gazon (ext.) | Elizabeth Ryan Helen Wills  | Sarah Palfrey      | 6-2, 9-7      | Parcours |
| 3  | 18/08/1930 | US National Championships Forest Hills | G. Chelem | Gazon (ext.) | Betty Nuthall Sarah Palfrey | Anna McCune Harper | 3-6, 6-3, 7-5 | Parcours |

### Titre en double mixte
| No | Date       | Nom et lieu du tournoi                 | Catégorie | Surface      | Partenaire     | Finalistes                     | Score    |          |
| -- | ---------- | -------------------------------------- | --------- | ------------ | -------------- | ------------------------------ | -------- | -------- |
| 1  | 18/08/1930 | US National Championships Forest Hills | G. Chelem | Gazon (ext.) | Wilmer Allison | Marjorie Morrill Frank Shields | 6-4, 6-4 | Parcours |

### Finales en double mixte
| No | Date       | Nom et lieu du tournoi                 | Catégorie | Surface      | Vainqueures             | Partenaire     | Score         |          |
| -- | ---------- | -------------------------------------- | --------- | ------------ | ----------------------- | -------------- | ------------- | -------- |
| 1  | 20/08/1928 | US National Championships Forest Hills | G. Chelem | Gazon (ext.) | Helen Wills John Hawkes | Edgar Moon     | 6-1, 6-3      | Parcours |
| 2  | 30/09/1930 | Pacific Coast Championships Berkeley   |           | Terre (ext.) | Helen Wills George Lott | Wilmer Allison | 6-2, 7-5      | Parcours |
| 3  | 26/09/1931 | Pacific Coast Championships Berkeley   |           | Terre (ext.) | Helen Wills George Lott | G.P. Hughes    | 6-3, 3-6, 6-0 | Parcours |

## Parcours en Grand Chelem (partiel)
Si l’expression « Grand Chelem » désigne classiquement les quatre tournois les plus importants de l’histoire du tennis, elle n'est utilisée pour la première fois qu'en 1933, et n'acquiert la plénitude de son sens que peu à peu à partir des années 1950.

### En simple dames
| Année | Championnat d'Australie | Championnat d'Australie | Internationaux de France | Internationaux de France | Wimbledon       | Wimbledon     | US National | US National |
| ----- | ----------------------- | ----------------------- | ------------------------ | ------------------------ | --------------- | ------------- | ----------- | ----------- |
| 1929  | -                       | -                       | 2e tour (1/16)           | Rosie Berthet            | 1er tour (1/64) | Enid Clarke   | -           | -           |
| 1930  | -                       | -                       | -                        | -                        | 1er tour (1/64) | Josane Sigart | -           | -           |

À droite du résultat, l’ultime adversaire.

### En double dames
| Année | Championnat d'Australie | Championnat d'Australie | Internationaux de France  | Internationaux de France | Wimbledon                 | Wimbledon              | US National        | US National                 |
| ----- | ----------------------- | ----------------------- | ------------------------- | ------------------------ | ------------------------- | ---------------------- | ------------------ | --------------------------- |
| 1928  | -                       | -                       | -                         | -                        | -                         | -                      | Finale Anna McCune | H. Hotchkiss Helen Wills    |
| 1929  | -                       | -                       | 1/4 de finale Helen Wills | Lilí Álvarez C. Bouman   | 3e tour (1/8) Helen Wills | E. Harvey M. McIlquham | -                  | -                           |
| 1930  | -                       | -                       | -                         | -                        | Finale Sarah Palfrey      | E. Ryan Helen Wills    | Finale Anna McCune | Betty Nuthall Sarah Palfrey |
| 1932  | -                       | -                       | -                         | -                        | -                         | -                      | Finale Anna McCune | Helen Jacobs Sarah Palfrey  |

Sous le résultat, la partenaire ; à droite, l’ultime équipe adverse.

### En double mixte
| Année | Championnat d'Australie | Championnat d'Australie | Internationaux de France   | Internationaux de France  | Wimbledon | Wimbledon | US National         | US National              |
| ----- | ----------------------- | ----------------------- | -------------------------- | ------------------------- | --------- | --------- | ------------------- | ------------------------ |
| 1928  | -                       | -                       | -                          | -                         | -         | -         | Finale Edgar Moon   | Helen Wills John Hawkes  |
| 1929  | -                       | -                       | 2e tour (1/16) Wilbur Coen | P. Holcroft Colin Gregory | -         | -         | -                   | -                        |
| 1930  | -                       | -                       | -                          | -                         | -         | -         | Victoire W. Allison | M. Morrill Frank Shields |

Sous le résultat, le partenaire ; à droite, l’ultime équipe adverse.